# USS John F. Kennedy (CV-67)
USS John F. Kennedy (CV-67) (anteriormente CVA-67), es un superportaaviones, clase Kitty Hawk, de la Armada de los Estados Unidos. Apodado "Big John", fue nombrado así en honor al 35.º presidente de los Estados Unidos, John F. Kennedy. Fue originalmente designado como un ACV, o estrictamente un buque de combate aéreo, sin embargo, la designación de CV se ha cambiado para indicar que el buque estaba en condiciones de guerra antisubmarina (ASW).
Se celebró su ceremonia de baja el 23 de marzo de 2007 en Mayport, Florida, tras más de 40 años de servicio en la Armada de los Estados Unidos. Fue dado de baja oficialmente el 1 de agosto de 2007.
Se planeó donarlo como buque museo a una organización cualificada El nombre del buque, será utilizado por el nuevo portaaviones de clase Gerald R. Ford, USS John F. Kennedy (CVN-79). Finalmente el 6 de octubre de 2021, el John F. Kennedy y el Kitty Hawk se vendieron por un centavo cada uno a International Shipbreaking Limited, una empresa especializada en desguaces de barcos.

## Historia del buque

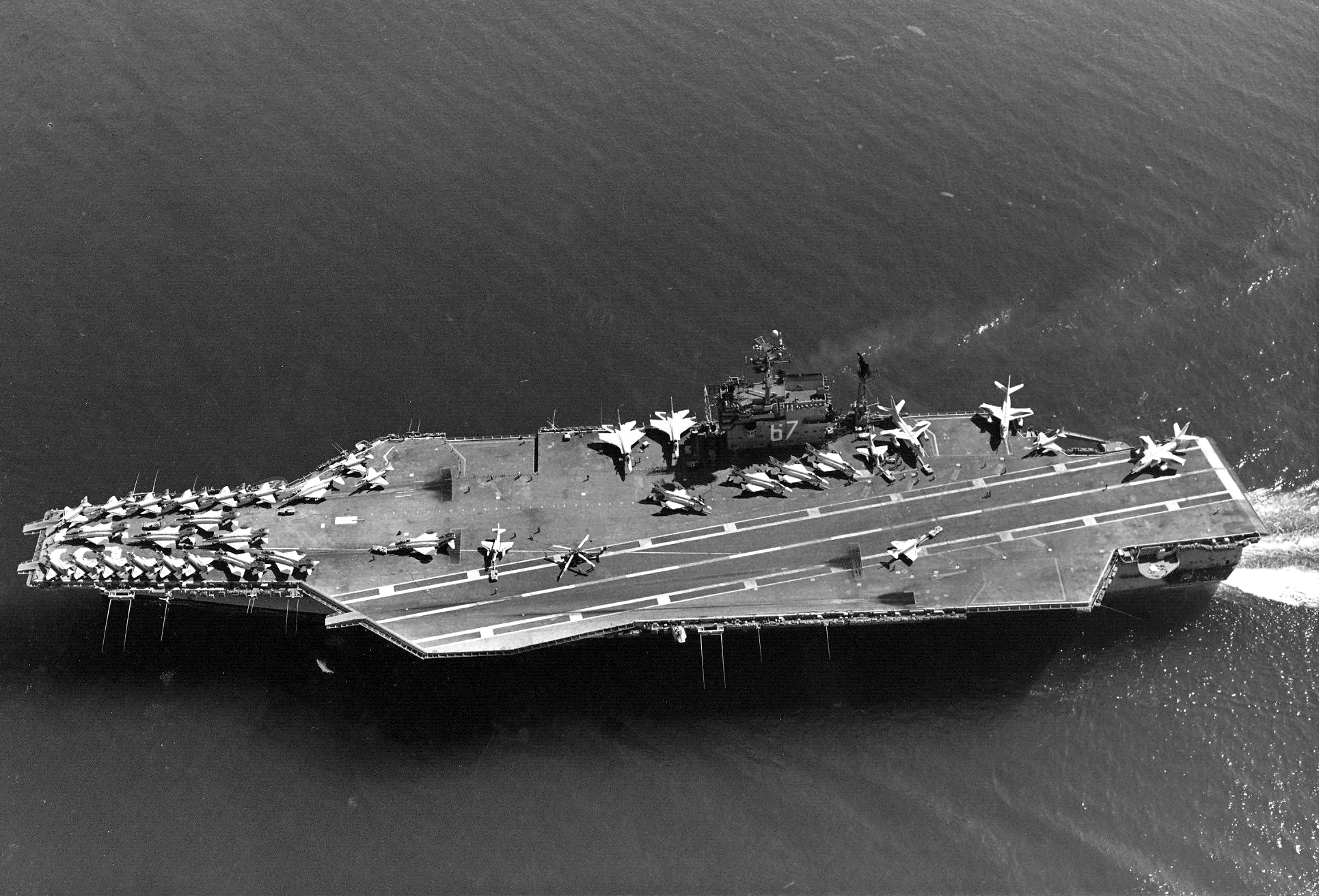
Portaaviones de la Marina USS John F. Kennedy (CV-67) en el Océano Atlántico, año 1968.

El barco fue botado el 22 de octubre de 1964. Fue bautizado 27 de mayo de 1967 por Jacqueline Kennedy y su hija Caroline, de 9 años de edad, en Newport News, Virginia, y entró en servicio el 7 de septiembre de 1968. El Kennedy es una versión modificada de la clase de portaaviones anterior, la clase Kitty Hawk. El Kennedy fue ordenado como portaaviones nuclear, utilizando el reactor A3W, pero fue convertido a propulsión convencional después de que la construcción se hubiera iniciado. La isla es un poco diferente a la de la clase Kitty Hawk, con ángulo de embudos para dirigir el humo y los gases fuera de la cabina de vuelo.
Para ser desechado

## Comandantes
- Cap. Earl P. Yates, 7 de septiembre de 1968 - 3 de septiembre de 1969
- Cap. Julian S. Lake, 3 de septiembre de 1969 - 4 de septiembre de 1970
- Cap. Ferdinand B. Koch, 4 de septiembre de 1970 - 1 de octubre de 1971
- Cap. Robert H Gormley, 1 de octubre de 1971 - 30 de noviembre de 1972
- Cap. John C. Dixon, 30 de noviembre de 1972 - 24 de mayo de 1974
- Cap. William A. Gureck, 24 de mayo de 1974 - 29 de noviembre de 1975
- Cap. John R. C. Mitchell, 29 de noviembre de 1975 - 14 de mayo de 1977
- Cap. Jerry O. Tuttle, 14 de mayo de 1977 - 27 de noviembre de 1978
- Cap. Lowell R Myers, 27 de noviembre de 1978 - 27 de junio de 1980
- Cap. Diego E. Hernández, 27 de junio de 1980 - 29 de agosto de 1981
- Cap. D. Bruce Cargill, 29 de agosto de 1981 - 14 de abril de 1983
- Cap. Gary F. Wheatley, 14 de abril de 1983 - 5 de septiembre de 1984
- Cap. William R. McGowen, 5 de septiembre de 1984 - 1 de mayo de 1986
- Cap. John A. Moriarty, 1 de mayo de 1986 - 29 de enero de 1988
- Cap. Hugh D. Wisely, 29 de enero de 1988 - 27 de mayo de 1989
- Cap. Herbert A. Browne, 27 de mayo de 1989 - 7 de diciembre de 1990
- Cap. John P. Gay, 7 de diciembre de 1990 - 6 de marzo de 1992
- Cap. Timothy R. Beard, 6 de marzo de 1992 - 24 de junio de 1993
- Cap. J. R. Hutchison, 24 de junio de 1993 - 27 de enero de 1995
- Cap. Jerald L. Hoewing, 27 de enero de 1995 - 15 de julio de 1996
- Cap. Edward Fahy, 15 de julio de 1996 - 9 de diciembre de 1997
- Cap. Weber Robin, 9 de diciembre de 1997 - 6 de agosto de 1999
- Cap. Michael H. Miller, 6 de agosto de 1999 - 23 de octubre de 2000
- Cap. Maurice S. Joyce, 23 de octubre de 2000 - 13 de diciembre de 2001
- Cap. Johnny L. Green, 13 de diciembre de 2001 - 12 de febrero de 2002
- Cap. Ronald H. Henderson Jr., 12 de febrero de 2002 - 8 de abril de 2004
- Cap. Stephen G. Squires, 8 de abril de 2004 - 5 de octubre de 2004
- Cap. Dennis E. Fitzpatrick, 5 de octubre de 2004 - 26 de mayo de 2006
- Cap. Todd A. Zecchin, 26 de mayo de 2006 - 23 de marzo de 2007

## Curiosidades
En una escena de la película 2012 (2009) el buque aparece arrastrado por la mega ola de un tsunami destruyendo la Casa Blanca, viéndose claramente su denominación USS John F. Kennedy CV-67